# Доктор Джекил и мистер Хайд (фильм, 1912)
«Доктор Джекилл и мистер Хайд» (англ. Dr. Jekyll and Mr. Hyde) — американский короткометражный фильм ужасов Люсиуса Хендерсона.

## Сюжет
Доктор Джекилл, поверив в теорию, что человеческая натура делится на «хорошую» и «плохую», решает поставить на себе эксперимент, но в итоге теряет контроль над собой.

## В ролях
| Актёр           | Роль |
| --------------- | ---- |
| Джеймс Круз     |      |
| Флоренс Ла Бади |      |
| Мари Элайн      |      |
| Джейн Гэйл      |      |
| Маргерит Сноу   |      |
| Гарри Бенхэм    |      |